# Heteroscyphus pandei
Heteroscyphus pandei là một loài Rêu trong họ Geocalycaceae. Loài này được S.C. Srivast. & A. Srivast. mô tả khoa học đầu tiên năm 1989.